# RTÉ One
RTÉ One (irisch RTÉ a hAon) ist das älteste Fernsehprogramm der Republik Irland, geleitet von Raidió Teilifís Éireann. Der Sender ist über das VHF- und UHF-Kabel in der Republik Irland empfangbar und per Sky Digital auch über Fernsehsatellit in der Republik Irland sowie in Nordirland. Die NTL Kabelfernsehgesellschaft strahlt den Sender per Kabel auch in Nordirland aus.
Der Sender sendet täglich ein 24-stündiges Programm.

## Geschichte
Der Sender wurde 1961 unter dem Namen Telefís Éireann ins Leben gerufen.
Er wurde 1966 in RTÉ Television umbenannt um auf die Zugehörigkeit zur Raidió Teilifís Éireann aufmerksam zu machen.
1978 wurde er in RTÉ One umbenannt, da in jenem Jahr RTÉ2 startete.
Ab 1969 wurden erste Sendungen in Farbe gesendet; es dauerte aber lange bis alle Sendungen in Farbe zu sehen waren.
Seit 1998 konkurriert er mit TV3, dem ersten irischen Privatsender. TV3 wurde gegründet von der britischen ITV-Gruppe und der kanadischen CanWest-Global-Gruppe.

## Typische RTÉ One Programmtafel

### Montag–Freitag
|            | 18:00                           | 18:01             | 18:30             | 19:00             | 19:30                        | 20:00      | 20:30                      | 21:00                  | 21:30                         | 22:00                         | 22:15                         | 22:30                 | 22:45                 | 23:00                 | 23:15                 |
| Montag     | The Angelus Der Engel des Herrn | RTÉ News: Six One | RTÉ News: Six One | Nationwide        | Garda ar Lar                 | EastEnders | Corrigan Knows Food        | RTÉ News: Nine O’Clock | Charlie Bird’s Arctic Journey | Charlie Bird’s Arctic Journey | Charlie Bird’s Arctic Journey | Questions and Answers | Questions and Answers | Questions and Answers | Questions and Answers |
| Dienstag   | The Angelus Der Engel des Herrn | RTÉ News: Six One | RTÉ News: Six One | Eco Eye           | EastEnders                   | Fair City  | Five Women Go Back to Work | RTÉ News: Nine O’Clock | Prime Time                    | Prime Time                    | CrimeCall                     | CrimeCall             | CrimeCall             | CrimeCall             | The View              |
| Mittwoch   | The Angelus Der Engel des Herrn | RTÉ News: Six One | RTÉ News: Six One | Nationwide        | Rachel Allen: Bake!          | Fair City  | How Long Will You Live?    | RTÉ News: Nine O’Clock | The Midweek Movie             | The Midweek Movie             | The Midweek Movie             | The Midweek Movie     | The Midweek Movie     | The Midweek Movie     | The Midweek Movie     |
| Donnerstag | The Angelus Der Engel des Herrn | RTÉ News: Six One | RTÉ News: Six One | Ear to the Ground | EastEnders                   | Fair City  | Operation Transformation   | RTÉ News: Nine O’Clock | Prime Time                    | Prime Time                    | The Panel                     | The Panel             | The Panel             | The Panel             | Brothers & Sisters    |
| Freitag    | The Angelus Der Engel des Herrn | RTÉ News: Six One | RTÉ News: Six One | Nationwide        | On the Street Where You Live | EastEnders | Hostage                    | RTÉ News: Nine O’Clock | The Late Late Show            | The Late Late Show            | The Late Late Show            | The Late Late Show    | The Late Late Show    | The Late Late Show    | The Late Late Show    |

### Am Wochenende
|         | 18:00                           | 18:01             | 18:30                       | 19:00                       | 19:30             | 20:00                        | 20:30                        | 21:00                  | 21:25           | 22:20               | 22:30               | 22:50                |
| Samstag | The Angelus Der Engel des Herrn | RTÉ News: Six One | The Big Big Movie           | The Big Big Movie           | The Big Big Movie | Winning Streak: Dream Ticket | Winning Streak: Dream Ticket | RTÉ News: Nine O’Clock | Tubridy Tonight | Tubridy Tonight     | The Panel           | The Panel            |
| Sonntag | The Angelus Der Engel des Herrn | RTÉ News: Six One | The All Ireland Talent Show | The All Ireland Talent Show | No Frontiers      | Fair City                    | Showhouse                    | RTÉ News: Nine O’Clock | Emergency Room  | Sex and Sensibility | Sex and Sensibility | The Week in Politics |